# Edmonton Flyers
Die Edmonton Flyers waren ein kanadisches Eishockeyfranchise der Western Hockey League aus Edmonton, Alberta.

## Geschichte
Die Edmonton Flyers wurden 1939 als Amateurmannschaft gegründet. In ihren ersten beiden Spielzeiten nahm die Mannschaft am Spielbetrieb der Alberta Senior Hockey League teil. Während des Zweiten Weltkriegs pausierte die Mannschaft mit dem Spielbetrieb, ehe sie von 1945 bis 1951 in der Western Canada Senior Hockey League antrat. Im Jahr 1948 gewannen die Flyers zunächst den Meistertitel der WCSHL und anschließend den Allan Cup, die Trophäe für den kanadischen Amateurmeister.
Zur Saison 1951/52 wechselte das Team in den Profibereich, als es sich der Pacific Coast Hockey League anschloss. Nachdem die Liga zur Saison 1952/53 durch die Western Hockey League abgelöst wurde, wechselten die Flyers auch in diese. In ihrer Zeit in der WHL waren die Edmonton Flyers das Farmteam der Detroit Red Wings aus der National Hockey League. In den Jahren 1953, 1955 und 1962 gewann die Mannschaft aus Alberta jeweils den Lester Patrick Cup, den Meistertitel der WHL. Im Anschluss an die Saison 1962/63 stellten die Edmonton Flyers den Spielbetrieb ein.

## Saisonstatistik (PCHL/WHL)
Abkürzungen: GP = Spiele, W = Siege, L = Niederlagen, T = Unentschieden, OTL = Niederlagen nach Overtime SOL = Niederlagen nach Shootout, Pts = Punkte, GF = Erzielte Tore, GA = Gegentore, PIM = Strafminuten
| Saison  | GP | W  | L  | T  | OTL | SOL | Pts | GF  | GA  | Platz        | Playoffs           |
| 1951/52 | 70 | 30 | 32 | 8  | —   | —   | 68  | 244 | 246 | 5., PCHL     |                    |
| 1952/53 | 60 | 21 | 28 | 11 | —   | —   | 73  | 263 | 227 | 4., WHL      | Lester Patrick Cup |
| 1953/54 | 70 | 29 | 30 | 11 | —   | —   | 69  | 246 | 260 | 4., WHL      |                    |
| 1954/55 | 70 | 39 | 20 | 11 | —   | —   | 89  | 273 | 204 | 1., WHL      | Lester Patrick Cup |
| 1955/56 | 70 | 33 | 34 | 3  | —   | —   | 56  | 236 | 256 | 4., WHLP     |                    |
| 1956/57 | 70 | 39 | 27 | 4  | —   | —   | 82  | 239 | 212 | 2., WHLP     |                    |
| 1957/58 | 70 | 38 | 28 | 4  | —   | —   | 80  | 264 | 225 | 2., WHLP     |                    |
| 1958/59 | 64 | 33 | 28 | 3  | —   | —   | 69  | 205 | 206 | 2., WHLP     |                    |
| 1959/60 | 70 | 37 | 29 | 4  | —   | —   | 78  | 246 | 240 | 3., WHL      |                    |
| 1960/61 | 70 | 27 | 43 | 0  | —   | —   | 54  | 229 | 295 | 7., WHL      |                    |
| 1961/62 | 70 | 39 | 27 | 4  | —   | —   | 82  | 296 | 245 | 1., WHLN     | Lester Patrick Cup |
| 1962/63 | 70 | 24 | 44 | 2  | —   | —   | 50  | 215 | 309 | 3., Northern |                    |